# Rafael Zúñiga (piłkarz)
José Rafael Zúñiga Euceda (ur. 13 maja 1990 w Tegucigalpie) – honduraski piłkarz występujący na pozycji bramkarza.